# Alchemilla tenerrima
Alchemilla tenerrima es una especie de planta del género Alchemilla, perteneciente a la familia Rosaceae.

## Taxonomía
Alchemilla tenerrima fue descrita por S. E. Fröhner en 1997.

## Distribución
Se encuentra en el territorio de Francia, Italia y España.